# Wilhelm von Kügelgen
Wilhelm von Kügelgen (ur. 20 listopada 1802 w Sankt Petersburgu; zm. 25 maja 1867 w Ballenstedt) – niemiecki malarz i pisarz, podkomorzy na książęcym dworze Anhalt-Bernburg. Jest autorem wydanych pośmiertnie wspomnień: Jugenderinnerungen eines alten Mannes, które są obrazem życia duchowego i mieszczańskiego okresu wczesnego romantyzmu.
Wilhelm von Kügelgen był synem malarza Gerharda von Kügelgena. Uczył się w gimnazjum w Bernburg (Saale), a po jego ukończeniu studiował na Akademii Sztuk w Dreźnie. Po tragicznej śmierci ojca w 1820 r. przeżył poważny kryzys życiowy. Cierpiał także na postępujący daltonizm. W latach 1825–1826 mieszkał w Rzymie, gdzie zaprzyjaźnił się z Ludwigiem Richterem (1803-1884). Ponadto do grona jego przyjaciół należeli: Caspar David Friedrich, Johan Christian Clausen Dahl, malarz norweski i Carl Gottlieb Peschel ze szkoły nazareńczyków.
Po powrocie do ojczyzny w 1827 ożenił się z Julie Krummacher (ur. 25 października 1804 w Duisburg, zm. 22 maja 1909 w Dessau), córką krajowego superintendenta księstwa Anhalt-Bernburg Friedricha Adolfa Krummachera. Z tego małżeństwa pochodziło sześcioro dzieci: Bertha (ur. 14 kwietnia 1828), Anna (ur. 7 lutego 1831), Gerhard (ur. 27 maja 1833), Adolph (ur. 9 maja 1835), Benno (ur. 18 kwietnia 1837) i Elisabeth (ur. 22 września 1839). Jego wnuk (syn Bennona) podpułkownik Wilhelm von Kügelgen był w latach 1919-1925 osobistym sekretarzem i adiutantem Paula von Hindenburga.

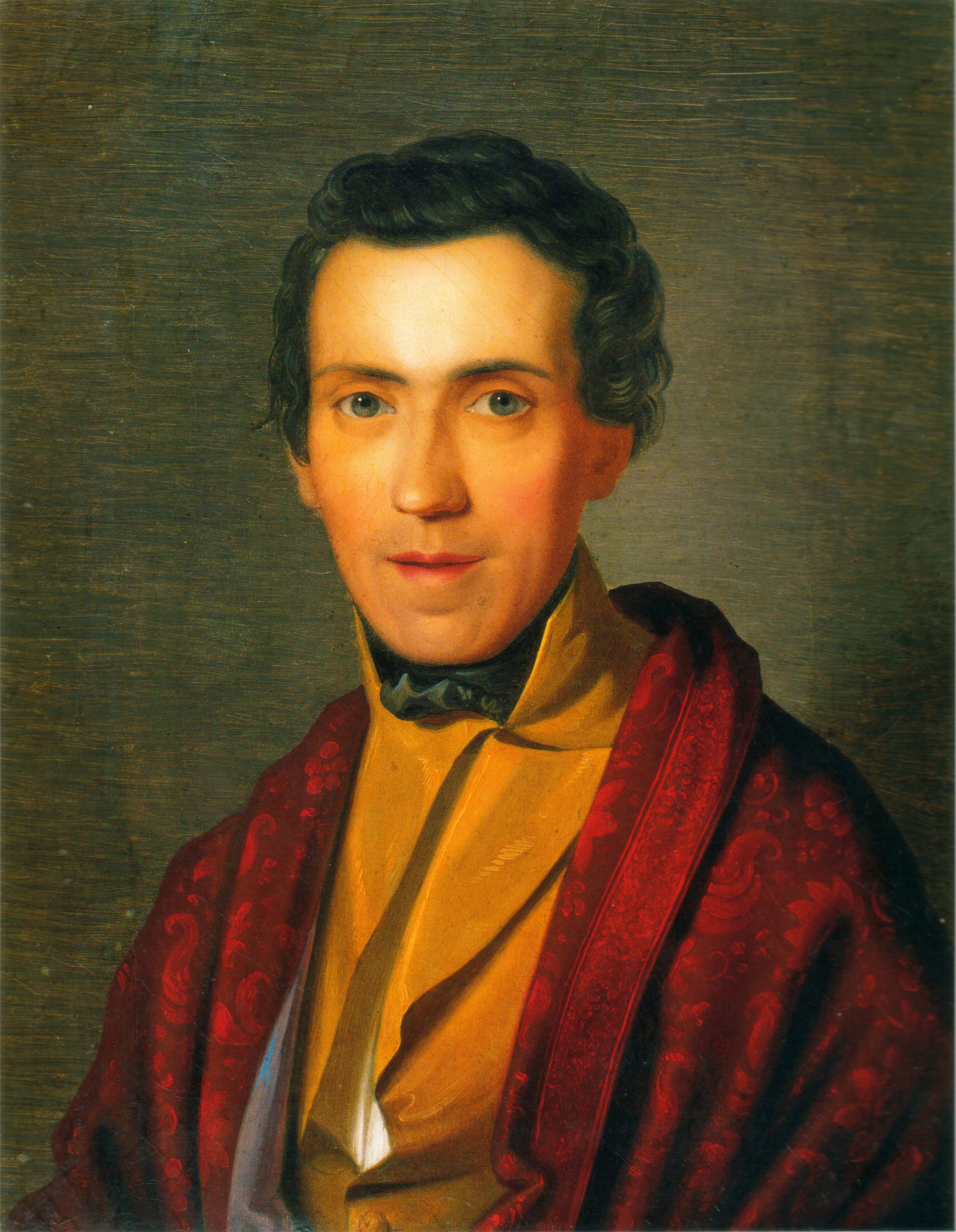
Ludwig Richter, portret pędzla Wilhelma von Kügelgena

W 1833 r. Wilhelm von Kügelgen został malarzem nadwornym w letniej rezydencji książąt Anhalt-Bernburg w Ballenstedt. W 1853 r. został opiekunem chorego umysłowo Aleksandra Karola von Anhalt-Bernburga, ostatniego księcia Anhalt-Bernburga. Wydane pośmiertnie w 1870 r. wspomnienia Jugenderinnerungen eines alten Mannes stały się ulubioną lekturą niemieckiego mieszczaństwa i do 1922 r. miały 230 wydań.
Dom malarza w Ballenstedt, przy Kügelgenstraße 35a, istnieje do dziś. 
Od 1993 "Kunstkreis Sachsen-Anhalt" przyznaje artystom stypendium im. Wilhelma von Kügelgena.
Nazwiskiem malarza została nazwana planetoida (11313) Kügelgen.

## Obrazy
- Obraz ołtarzowy dla kościoła św. Olafa w Tallinnie
- Dzieje Królestwa Bożego w obrazach
- Liczne portrety (m.in. Johanna Wolfganga von Goethego i Christopha Martina Wielanda) oraz obrazy historyczne

## Proza
- Drei Vorlesungen über Kunst. Georg Heyse, Bremen 1842
- Jugenderinnerungen eines alten Mannes, hrsg. von Philipp von Nathusius. W. Hertz, Berlin 1870
- Lebenserinnerungen eines alten Mannes, aus Briefen und Tagebuchaufzeichnungen zusammengestellt von Johannes Werner. 1923
- Zwischen Jugend und Reife, aus Briefen und Tagebuchaufzeichnungen zusammengestellt von Johannes Werner. 1925
- Bürgerleben. Die Briefe an den Bruder Gerhard 1840-1867, hrsg. und mit einer Einleitung versehen von Walther Killy. München 1990